# 徳川美術館蔵伝行成筆本重之集
徳川美術館蔵伝行成筆本重之集（とくがわびじゅつかんぞうでんこうぜいひつぼんしげゆきしゅう）とは、源重之による百首歌の最古の伝本。1冊、綴葉装、40丁（墨付37丁）。伝称筆者は藤原行成。書写年代は11世紀中期から後期か。重要文化財。徳川美術館蔵。

## 概要
当本は一般に重之集と呼ばれるが、東宮時代の冷泉帝に奉った百首歌及び員外二首の合計102首のみの伝本である。西本願寺本三十六人家集本や歌仙家集正保板本など他の重之集にもこの百首歌は採られているものの、本文・詞書・排列に異同が多い。百首歌を含む本から百首歌部分のみを写したものか、百首歌とそれを載せない重之集が別個に成立し後に合体したのかは不明。なおこの百首歌は曽禰好忠のものとともに現存最古の百首歌として注目される。
料紙は、薄い藍色の雲形を漉き込んだ雲紙と素紙で、一面に雲母砂子を撒いている。この雲母砂子は伝貫之筆高野切本古今和歌集や升色紙を思わせ、雲紙からは伝行成筆蓬莱切、伝貫之筆亀山切本古今和歌集、伝公任筆益田本和漢朗詠集などが連想される。
筆致は華麗な動きを見せ、自由奔放で一字一字より全体の流れを重視するもので、自在な散らし書きも混ざる。また、誤字脱字も少なくなく訂正漏れもあることから、本文の異同にやや無頓着と考えられる。同筆ではないが、小島切や香紙切の書風が類似している。